# Eliane Cueni
Eliane Cueni (* 5. Juli 1963 in Laufen; † 25. Dezember 2016) war eine Schweizer Jazzpianistin.

## Leben und Wirken
Cueni erhielt als Kind klassischen Klavierunterricht. Zwischen 1988 und 1990 besuchte sie die Jazzschule Basel, um dann von 1990 bis 1994 auf der Jazzschule Luzern bei Christoph Baumann und Olivier Truan zu studieren. Bereits während des Studiums gründete sie mit der Saxophonistin Gitta Kahle ein Quintett, das auch durch Deutschland und Tschechien tourte, drei Alben veröffentlichte und bis 2002 bestand. 1994 bildete sie das Duo Zut (mit Saxophonistin Susanne Müller), seit 1995 bestand ihr eigenes Septett, aus dem sie gelegentlich für Tourneen ein Trio ausgliederte. Mit der Sängerin Helen Iten und der Bassistin Sandra Merk bildete sie den Kern der Gruppe „Dirk“. Daneben war sie Mitglied bei Birgit Ellmerers Sophisticated Lady und im Quintett M2/5 von Markus Moser, mit dem sie zwei Alben einspielte und 2004 in Kuba auftrat.
Cueni starb am 25. Dezember 2016.

## Diskographische Hinweise
- Eliane Cueni-Gitta Kahle Quintett A Timeless Place (mit Marco Figini, Björn Meyer, Harald Haerter, Lukas Bitterlin, Erik Truffaz; Plainisphare, 1996–98)
- Eliane Cueni-Gitta Kahle Quintett Slow Motion (Brambus, 2001)
- Zut Tinktur (Brambus, 2001, mit Susanne Müller)
- Eliane Cueni Septett Hey Hag (mit Daniel Schenker, Vincent Lachat, Daniel Blanc, Domenic Landolf, Emanuel Schnyder, Lukas Bitterlin; Turicaphon, 2001)
- Dirk Permanentes (Turicaphon, 2007)

## Lexikalischer Eintrag
- Bruno Spoerri (Hrsg.):  Biografisches Lexikon des Schweizer Jazz  CD-Beilage zu: Spoerri, Bruno (Hrsg.): Jazz in der Schweiz. Geschichte und Geschichten. Chronos-Verlag, Zürich 2005, ISBN 3-0340-0739-6